# Шехеразада (яхта)
Шахерезада — 140-метрова моторна суперяхта, побудована компанією Lurssen. За оцінками SuperYachtFan, її вартість становить 700 млн доларів США. The New York Times повідомила, що, схоже, це однотипний корабель яхти Крешнт.
Під час будівництва проєкт яхти мав назву «Блискавка» англ. «Lightning». Зовнішній дизайн створених за авторства фінського дизайнера Еспен Оейно, а інтер'єр — фірма француза Франсуа Зуретті. Яхта здійснила свій перший рейс 1 червня 2020 року, вирушивши з Лемвердера до Норвегії.

## Екіпірування
На яхті є дві вертолітні палуби, одна з яких включає в себе ангар, тренажерний зал і позолочену сантехніку. Яхта складається із шести палуб. Головна палуба містить 6 гостьових кают, велику їдальню і спа-центр, який включає турецьку лазню, сауну, кріотерапію та гідромасажну кімнату. Верхня палуба містить два VIP-люкси, одна з яких включає фортепіано. Палуба власника має номери з окремими ванними кімнатами, гардеробними, кабінетами та гардеробними. Проте немає відкритих басейнів, які в іншому випадку є поширеними на яхтах такого розміру, які, як кажуть, були виключені з «причин конфіденційності». Однак у ньому є критий басейн із висувною підлогою, який можна використовувати як танцювальний майданчик.

## Власність
Власник яхти публічно не відомий. Як і Crescent, ним керує компанія з Монако «Imperial Yachts». На час запуску Lurssen заявила, що очікується, що яхта буде «круїзити переважно в азійських водах». Boat International повідомила, що власник «відомо як близькосхідний мільярдер».
Його капітан — Гай Беннет-Пірс, а більшість екіпажу — росіяни. Розслідування, проведене командою Олексія Навального, показало, що скоріше всього власником яхти є Володимир Путін, оскільки більшість екіпажу були співробітниками або Федеральної служби безпеки (ФСБ) або Федеральної служби охорони (Росія) (ФСО), у тому числі кілька працювали в резиденції «Бочаров Ручей».